# Joystick (comics)
Pour les articles homonymes, voir Joystick.
Joystick est une super-vilaine appartenant à l'univers de Marvel Comics. Elle est apparue pour la première fois dans Amazing Scarlet Spider #2, en 1995, créée par Tom DeFalco et Mark Bagley.

## Origine
On ne sait pas grand-chose sur le passé de Janice Yanizeski, hormis le fait qu'elle a étudié à l'Université d'Arizona. Elle disparue trois années avant de revenir sous le nom de Joystick, une tête brûlée. Elle participa au Grand Jeu, une sorte de tournoi pour super-êtres. Elle affronta Scarlet Spider, qu'elle prit pour Spider-Man, et Kaine.
Quand elle affronta les Thunderbolts avec les Maîtres du Mal, elle fut assommée par Songbird. Elle rejoignit pourtant le groupe comme 'nouvelle recrue' et affronta l'Homme Pourpre et le nouveau Docteur Spectrum.

## Pouvoirs
- Joystick possède une force, une agilité et une vitesse comparables à celles de Spider-Man.
- Elle portes des gantelets spéciaux en métal, qui génère chacun un bâton d'énergie, assez puissant pour casser le béton. En frappant les deux bâtons ensemble, elle peut émettre un rayon de force.
- Ses gantelets peuvent aussi se relier aux ordinateurs et les pirater.
- Elle se sert aussi d'explosifs à retardement.